# كلوريد الجرمانيوم الرباعي
 رباعي كلوريد الجرمانيوم مركب كيميائي له الصيغة GeCl4، ويكون على شكل سائل عديم اللون.

## الخواص
- إن مركب كلوريد الجرمانيوم الرباعي حساس للرطوبة ويتفكك عند التماس مع الماء في تفاعل حلمهة. لكنه ينحل في بعض المحلات العضوية مثل الكلوروفورم ورباعي كلوريد الكربون.

## التحضير
يحصل على كلوريد الجرمانيوم الرباعي كمنتج وسطي (مرحلي) أثناء عملية تنقية فلز الجرمانيوم من خاماته أو من أكسيده 
يحضر المركب من حل (إذابة) أكسيد الجرمانيوم الرباعي GeO2 في حمض هيدروكلوريك المركز.
GeO2 + 4HCl → GeCl4 + 2H2O
يتبع ذلك إجراء عملية تقطير للمزيج الناتج من أجل فصل كلوريد الجرمانيوم الرباعي عن الشوائب والمنتجات الثانوية المرافقة.

## الاستخدامات
يستخدم رباعي كلوريد الجرمانيوم من أجل تحضير أكسيد الجرمانيوم الرباعي الذي له تطبيقات كبيرة في مجال الألياف البصرية وفي صنع زجاج العدسات المستخدمة في تطبيقات خاصة، مثل عدسات الرؤية الليلية في المجال العسكري.
تجري عملية أكسدة لرباعي كلوريد الجرمانيوم في وسط من الأكسجين داخل تشكيل زجاجي مجوف. تؤثر نسبة أكسيد الجرمانيوم في الليف الزجاجي الناتج على قرينة انكسار الزجاج، ويتم التحكم بذلك عن طريق ضبط نسبة تدفق رباعي كلوريد الجرمانيوم الداخلة إلى الوسط.